# 莱昂哈特
莱昂哈特（德語：Leonhardt）可指：

## 人物
- 古斯塔夫·莱昂哈特（荷蘭語：Gustav Maria Leonhardt，1928年5月30日－2012年1月16日），荷兰大键琴和管风琴家和指挥家。
- 卡罗琳·莱昂哈特（德語：Carolin Leonhardt，1984年11月22日－），德国女子皮划艇运动员。

|  | 本页或本分段罗列了姓氏为「K」的人物。 如果是一个指代特定个人的内链将您引导到本页，請考慮修正該人物的名字以將链接指向正確的條目。 |